# Jekaterina Poistogova
Jekaterina Poistogova (ryska: Екатерина Ивановна Поистогова), född 1 mars 1991 i Nizjnij Novgorod, Ryssland, är en rysk friidrottare.
Poistogova fick motta olympiskt brons på 800 meter vid sommarspelen 2012 i London. 2017 uppgraderades det resultatet till silvermedalj, efter att loppets vinnare Marija Savinova stängts av för systematisk dopning. Dock fråntogs Poistogova själv sin silvermedalj från inomhus-VM 2015, fälld för dopning.